# お気に召すまま! おしゃべり春一番!!
お気に召すまま! おしゃべり春一番!!（おきにめすまま! おしゃべりはるいちばん!!）はニッポン放送の特別番組。ニッポン放送の2006年2月20日～2月23日 19:00-21:50、ラジオ聴取率調査週間時に生放送された。

## 出演者
- パーソナリティ
  - 2006年2月20日（月曜） - 黒木瞳のお気に召すまま! おしゃべり春一番!!
  - 2006年2月21日(火曜) - 黒柳徹子のお気に召すまま! おしゃべり春一番!!
  - 2006年2月22日（水曜） - 磯野貴理子のお気に召すまま! おしゃべり春一番!!
  - 2006年2月23日(木曜) - 研ナオコのお気に召すまま! おしゃべり春一番!!
- アシスタント
  - 垣花正（ニッポン放送アナウンサー）月・火担当
  - 吉田尚記（ニッポン放送アナウンサー）水・木担当